# Сухопутні війська Італії
Італі́йська а́рмія (італ. Esercito Italiano) — сухопутні війська Збройних сил Італійської Республіки, призначені для охорони і оборони держави і захисту її незалежності від зовнішніх небезпек на суходолі. Армія Італії з 2005 року укомплектовується виключно на основі добровільного проходження дійсної служби особовим складом, який налічував 108 355 в 2010 році.

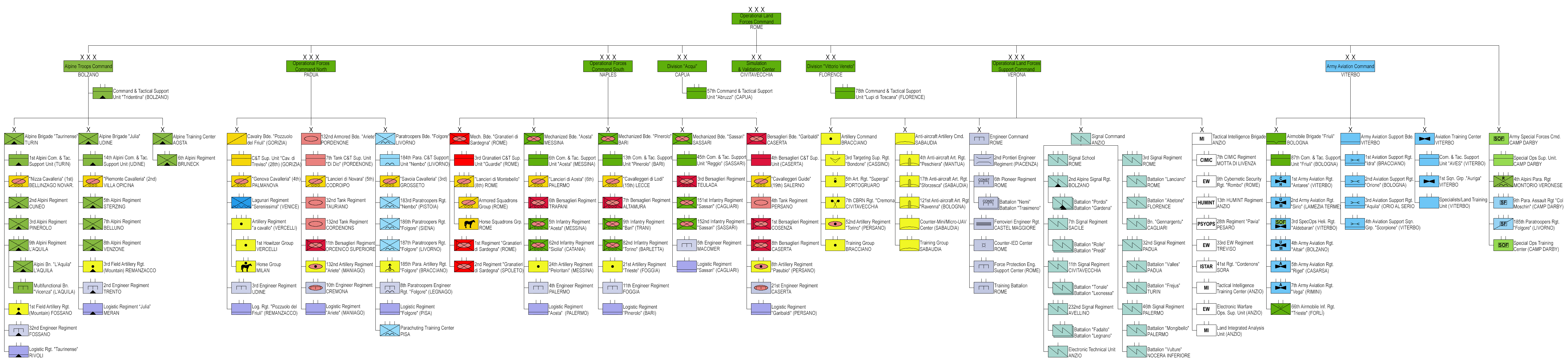
Організаційно-штатна структура (2024)

Історія італійської армії сходить до об'єднання Італії в 1850-х і 1860-х років. Армія боролася в ході колоніальних війн в Китаї та Лівії (1911–1912), в північній Італії проти Австро-Угорської імперії під час Першої світової війни, напередодні Другої світової війни в Абісинії, та у Другій світовій війні в Албанії, Греції, Північній Африці, СРСР та самій Італії. Під час холодної війни армія готувалася захистити себе від вторгнення збройних сил країн Варшавського договору зі сходу. Після закінчення холодної війни армія в основному виконує задачі миротворчих операцій та веде бойові дії в Афганістані та Іраку.